# Sárga cukornád-levéltetű
A sárga cukornád-levéltetű (Sipha flava) a levéltetvek közé tartozó faj, az Aphididae rovarnemzetségben. A sárga cukornád-levéltetű Észak-Amerikában őshonos faj.
Ez a levéltetű kártevőnek számít a kukorica, a rizs, a cirok és a cukornádfélékre tekintettel. Megtalálható továbbá egyes palkaféléken is.

## Elterjedése
A Sipha flava Észak-Amerikában őshonos faj, amely elterjedt Közép-Amerikában és Dél-Amerikában, valamint Észak-Afrikában és megjelent Spanyolországban is.

## Fordítás
Ez a szócikk részben vagy egészben  a   Sipha flava című angol Wikipédia-szócikk ezen változatának fordításán alapul.  Az eredeti cikk szerkesztőit annak laptörténete sorolja fel. Ez a jelzés csupán a megfogalmazás eredetét és a szerzői jogokat jelzi, nem szolgál a cikkben szereplő információk forrásmegjelöléseként.